# 郑榕
郑榕（1924年6月5日—2022年12月24日），安徽定遠人。其叔是军阀鄭士琦。北京人民艺术剧院话剧演员、电影演员、导演。1942年，就成为话剧演员。中华人民共和国成立后，成为北京人民艺术剧院第一批主要演员。话剧代表作品《茶馆》、《雷雨》，在電視作品中扮演过的角色有《西游记》中的太上老君、《唐明皇》中的姚崇、《三国演义》中的孔融。

## 话剧作品
- 《龙须沟》饰 赵大爷
- 《雷雨》饰 周朴园
- 《日出》饰 黑三
- 《布雷乔夫》饰 布雷乔夫
- 《茶馆》饰 常四爷
- 《虎符》饰 侯赢
- 《胆剑篇》饰 伍子胥
- 《武则天》饰 裴炎
- 《丹心谱》饰 方凌轩

## 电影作品
| 年份 | 片名           | 角色   | 备注         |
| ---- | -------------- | ------ | ------------ |
| 1952 | 《龙须沟》     | 赵大爷 | 话剧改编电影 |
| 1980 | 《丹心谱》     | 方凌轩 |              |
| 1981 | 《楚天风云》   | 董必武 |              |
| 1982 | 《茶馆》       | 常四爷 | 话剧改编电影 |
| 1984 | 《谭嗣同》     | 荣禄   |              |
| 1986 | 《直奉大战》   | 段祺瑞 |              |
| 1987 | 《兩宮皇太后》 | 曾国藩 |              |
| 1989 | 《复仇大世界》 | 徐福鉴 |              |
| 1990 | 《中国勇士》   | 张宇   |              |
| 1991 | 《周恩来》     | 董必武 |              |
| 1993 | 《沧桑梨园情》 | 俞春鹏 |              |

## 电视剧作品
- 《西游记》（1986、1999） ——太上老君
- 《唐明皇》（1992） ——姚崇
- 《三国演义》（1995）——孔融
- 《官场现形记》（1997） ——刘中堂